# Henrik Fisker
Henrik Fisker (ur. 10 sierpnia 1963 w Allerød) – duński projektant samochodowy i przedsiębiorca, współzałożyciel nieudanych przedsięwzięć Fisker Coachbuild, Fisker Automotive, VLF Automotive i Fisker Inc. Mieszka i działa w Stanach Zjednoczonych.

## Życiorys

### Projektant
Hernik Fisker urodził i wychował się w małej miejscowości Allerød położonej w aglomeracji stołecznej Kopenhagi w Danii. Po raz pierwszy zainteresował się on projektowaniem samochodów dostrzegając Maserati Bora na autostradzie, po czym zaczął tworzyć w zeszycie pierwsze projekty. W połowie lat 80. Fisker wyjechał na studia do Szwajcarii, gdzie w 1989 roku ukończył na Akademii Sztuk Pięknych, na kierunku projektowania w Vevey.
Tuż po ukończeniu studiów w Szwajcarii, Henrik Fisker przeprowadził się w połowie 1989 roku do Monachium w Niemczech, gdzie rozpoczął pracę dla BMW. Odpowiedzialny był on tam za wygląd BMW Z8, a także współtworzył zespół projektantów pierwszej generacji BMW X5. W 2001 roku Fisker przeniósł się do koncernu Forda, gdzie oddelegowano do nadzorowania wyglądu przyszłych Aston Martinów. Projektant współpracował tam nad stylizacją modelu DB9 i V8 Vantage.

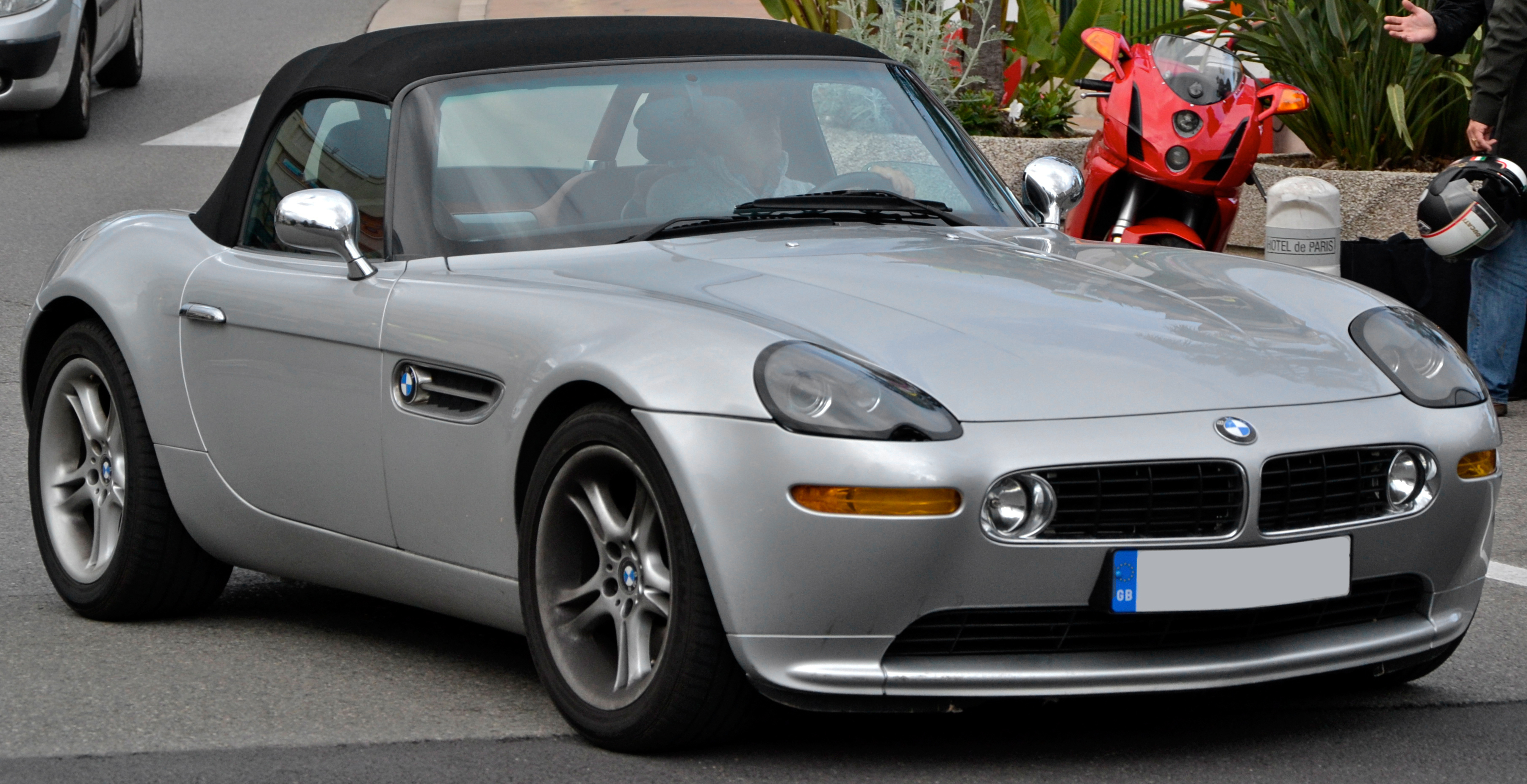
BMW Z8

### Przedsiębiorca
W 2005 roku Henrik Fisker opuścił Astona Martina i zdecydował się rozpocząć samodzielną karierę, zakładając ze swoim partnerem biznesowym Bernhardem Koehlerem przedsiębiorstwo Fisker Coachbuild. W 2008 roku spółka dokonała fuzji z Quantum Technologies tworząc nową spółkę Fisker Automotive, z kolei w marcu 2013 roku Henrik Fisker opuścił nią w atmosferze konfliktu. Fisker Automotive ostatecznie ogłosiło upadłość, w 2014 zyskując nowego właściciela, który zmienił jego nazwę na Karma Automotive. W międzyczasie, w 2012 roku, Fisker zrealizował pierwszy od lat projekt dla zewnętrznej firmy - tworząc wygląd małoseryjnego niemieckiej Artegi GT.

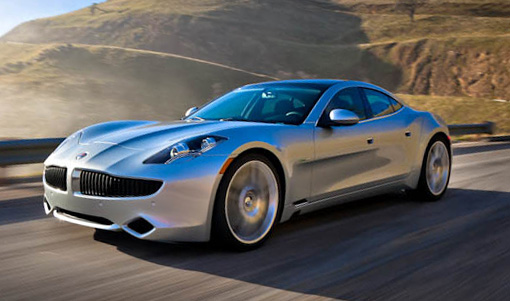
Fisker Karma

Sam Fisker powrócił do biznesu motoryzacyjnego, zakładając w październiku 2016 roku trzecią, zupełnie nową inicjatywę – Fisker Inc. Skoncentrowała się ona na samochodach elektrycznych i rozwijaniu technologii autonomicznej. W międzyczasie powołał on też firmę VLF Automotive razem z Bobem Lutzem i Gilbertem Villarealem, jednak po krótkoseryjnym projekcie VLF Force 1 przedsięwzięcie nie było kontynuowane. Sam Fisker skoncentrował się w późniejszych latach na wdrożeniu do seryjnej produkcji elektrycznego SUV-a Fisker Ocean, co nastąpiło w 2022 roku. W 2023 Henrik Fisker planował poszerzyć portfolio poprzez m.in. crossovera Pear, jednak wiosną 2024 jego firma po m.in. kłopotach wizerunkowych i jakościowych znalazła się na skraju bankructwa, które ostatecznie ogłosiła w czerwcu 2024.

## Życie prywatne
W sierpniu 2003 roku, kiedy Fisker pracował dla Forda, przeprowadził się on do Irvine w amerykańskim stanie Kalifornia w związku z podjęciem pracy w studiu projektowym koncernu. Osiadł on później na stałe w tym regionie USA, zamieszkując w Los Angeles i rozwijając tam swoje kolejne motoryzacyjne inicjatywy.
W latach 1989–2011 Henrik Fisker był żonaty z Patricią Fisker, z kolei w 2012 roku ponownie ożenił się z Geetą Gupta, z którą założył w 2016 roku Fisker Inc. Objęła ona tam funkcję dyrektorki generalnej przez cały okres funkcjonowania przedsiębiorstwa.